# Huw
Huw ist ein walisischer männlicher Vorname. Die englische Form des Namens ist Hugh, die deutsche Hugo.

## Namensträger
- Huw Bennett (* 1983), walisischer Rugby-Union-Spieler
- Huw Ceredig (1942–2011), walisischer Schauspieler
- Courtney Huw Fairclough (Chris Fairclough; * 1964), englischer Fußballspieler
- Huw Rhys James (* 20. Jh.), britischer Pianist, Dirigent und Chorleiter
- Simon Huw Jones (* 1960), britischer Musiker, Sänger und Fotograf
- Huw Price (* 1953), australischer Philosoph
- Huw Thomas (* 1958), britischer Gastroenterologe und Leibarzt von Elisabeth II. und Charles III.
- Huw Warren (* 1962), walisischer Jazz-Musiker und Komponist
- Huw Watkins (* 1976), britischer Komponist und Pianist